# Michael Carrington
Pour les articles homonymes, voir Michael Carrington (patinage artistique) et Carrington.
Michael Carrington est un scénariste, producteur et doubleur américain principalement connu pour son travail pour Les Simpson. Il travaille le plus souvent avec Gary Apple.

## Filmographie

### Scénariste
- 1992 : Rythm & Blues (1 épisode)
- 1992 : Les Simpson (1 épisode : Oh la crise... cardiaque !)
- 1993 - 1994 : The Sinbad Show (en) (4 épisodes)
- 1995 : Le Retour de Max la Menace (2 épisodes)
- 1995 - 1997 : Martin (5 épisodes)
- 1997 : Gregory Hines Show
- 1998 : Holding the Baby
- 1999 - 2000 : The Jamie Foxx Show (3 épisodes)
- 2001 : Cool Attitude
- 2003 - 2006 : Phénomène Raven (9 épisodes)
- 2007 : Cory est dans la place (2 épisodes)
- 2011 : Let's Stay Together (2 épisodes)

### Producteur
- 1989 : Double défi (directeur de production)
- 1995 : Le Retour de Max la Menace (6 épisodes)
- 1996 : Martin (1 épisode)
- 1999 - 2001 : The Jamie Foxx Show (25 épisodes)
- 2003 - 2006 : Phénomène Raven
- 2007 : Shaun le mouton (1 épisode)
- 2007 : Cory est dans la place (7 épisodes)

### Acteur
- 1989 : Think Fast! : présentateur
- 1993 - 2006 : Les Simpson (4 épisodes) :
  - J'aime Lisa : Raheem
  - Le Blues d'Apu : Le comédien
  - Un Homer à la mer : Le responsable du forage
  - Million Dollar Papy : Le commentateur sportif
- 1994 : Profession : critique : Le chauffeur et Malcolm H (2 épisodes)
- 1995 : Martin : Le jongleur (1 épisode)
- 2004 - 2005 : Phénomène Raven : Le méchant et le juge (2 épisodes)